# Tamridaea capsulifera
Tamridaea capsulifera är en måreväxtart som först beskrevs av Isaac Bayley Balfour, och fick sitt nu gällande namn av Mats Thulin och Birgitta Bremer. Tamridaea capsulifera ingår i släktet Tamridaea och familjen måreväxter. Inga underarter finns listade i Catalogue of Life.